# Сонам Дечен Вангчук
Сонам Дечен Вангчук (англ. Sonam Dechen Wangchuck народ. 5 серпня 1981) - принцеса Бутану.
Сонам Дечен є дочкою четвертого короля Бутану Джігме Синг Вангчука і королеви Дорджи Вангмо Вангчук, а також зведеною сестрою нинішнього короля Бутану Джігме Кхесар Намгьял Вангчука. Вона має вчений ступінь в галузі міжнародних відносин Стенфордського університету і ступінь магістра права Гарвардської школи права. Вона також працювала в Королівському суді Бутану.

## Публікації
Her Royal Highness Ashi Sonam Dechen Wangchuck. Keynote Address // Journal of Bhutan Studies : журнал. — 2009. — Vol. Summer, no. 20 (25 March). — P. 1-2. — ISSN 1608-411X. Архівовано з джерела 27 січня 2012.